# Apalus plagiatus
Apalus plagiatus là một loài bọ cánh cứng trong họ Meloidae. Loài này được Waterhouse miêu tả khoa học năm 1889.